# Шабан Євген Петрович
Євген Петрович Шабан (біл. Яўген Пятровіч Шабан (*29 грудня 1936, село Колодино, Поставський повіт, Віленське воєводство — †30 липня 1982, Вітебськ, похований на Північних могилах у Мінську) — білоруський драматург, поет, актор, режисер.

## Біографія
Народився в селянській сім'ї. Закінчив акторський факультет Білоруського державного театрально-мистецького інституту (1958). Працював актором, завідувачем літературного відділу Білоруського державного театру імені Я. Коласа у Вітебську (1958—1965), режисером студії Білоруського телебачення (1965—1976). У 1976—1980 роках — завідувач філії Білоруського академічного театру імені Я. Купали.

## Творчість
Літературну працю почав у 1960 році. Видав збірки віршів «Нарочанка» (1969), «Червоні замети» (1977). Автор п'єс «Рокіровка» (1975), «Посвічте перепустку» (1975), «Синій сніг» (поставлена в 1975), «Щрами» (опублікована і поставлена в 1977), «Людина з легенди» (з І. Рожковим, опублікована і поставлена у 1978), «Острів Олени» (опублікована і поставлена в 1982), лібрето телеопери «Ранок»(поставлена у 1968), сценарію телефільму «І сміх, і біда» (поставлений у 1973), телеспектаклю «Вечеря» (поставлений у 1980).